# 게레비치 얼러다르

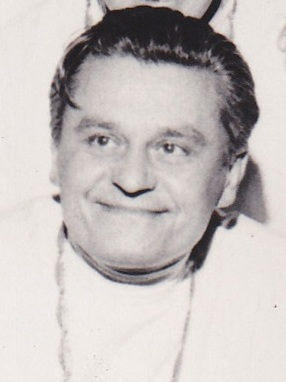
1960년 모습

게레비치 얼러다르(Gerevich Aladár, 1910년 3월 16일 – 1991년 5월 14일)는 헝가리의 펜싱 선수로, "역대 최고의 올림픽 검객"으로 평가된다. 그는 6번의 올림픽에서 사브르 (펜싱) 부문에서 7개의 금메달을 획득했다.

## 같이 보기
- 올림픽 다관왕 목록